# Tupistra veratrifolia
Tupistra veratrifolia là một loài thực vật có hoa trong họ Măng tây. Loài này được Kurz ex Dunn miêu tả khoa học đầu tiên năm 1920.